# Monomorium sanguinolentum
Monomorium sanguinolentum är en myrart som beskrevs av Wheeler 1927. Monomorium sanguinolentum ingår i släktet Monomorium och familjen myror. Inga underarter finns listade i Catalogue of Life.